# Operation Condor (Mexiko)
Als Operation Condor (spanisch: Operación Cóndor) wurde ein militärisch geleitetes Programm zur Zerstörung von Drogenanbaugebieten in Mexiko zwischen 1975 und 1977 bezeichnet. Der Name ist identisch mit der gleichzeitig laufenden Operation Condor, die mittels Unterstützung von US-Sicherheitskräften in südamerikanischen Militärdiktaturen gegen Oppositionelle durchgeführt wurde.
1975 startete das mexikanische Militär die Operation Condor mit dem Ziel, die Pflanzungen von Marihuana und Schlafmohn im mexikanischen Goldenen Dreieck zu zerstören. In dieser Region, die in den Bundesstaaten Sinaloa, Chihuahua und Durango liegt, waren bis zu 20.000 mexikanische Soldaten unter dem Kommando des Generals José Hernández Toledo und des Vertreters der mexikanischen Generalstaatsanwaltschaft, Carlos Aguilar Garza, im Einsatz. Sie wurden von der US-Administration in der Präsidentschaftszeit von Gerald Ford beraten.
Die Militäroperation führte kurzfristig zu einer reduzierten Produktion des illegalen Anbaus von Drogen in diesem Gebiet. Betroffen waren vor allem Kleinbauern und ihre Familien. Sie bewirkte, dass sich der Drogenhandel in Mexiko effektiver organisierte und neue Tätigkeitsgebiete erschloss.